# Ekstraklasa w futsalu (2017/2018)
Ekstraklasa 2017/2018 – 24. edycja najwyższych w hierarchii rozgrywek ligowych polskiego klubowego futsalu.
Pierwsza bramka rozgrywek padła w 1 minucie meczu MOKS Słoneczny Stok Białystok – Gatta Zduńska Wola, było to trafienie Michała Firańczyka z Białegostoku (mecz zakończył się remisem 5:5).
Mistrzem Polski została po raz trzeci w historii drużyna Rekordu Bielsko-Biała.
Królem strzelców sezonu został po raz drugi reprezentant Polski Marcin Mikołajewicz, z FC Toruń z wynikiem trzydziestu czterech bramek.
Był to drugi sezon po zmianie formatu rozgrywek w 2016 – podzielono je na rundę zasadniczą (22 kolejki, mecze każdy z każdym po 2 razy) i rundę finałową w dwóch grupach (5 kolejek).
Przed sezonem z rozgrywek wycofał się zespół KGHM Euromastera Chrobry Głogów, przez utrzymał się zespół MKF-u Solnego Miasta Wieliczka.
Po pierwszej rundzie z rozgrywek wycofał się zespół LEX Kancelarii Słomniki.
| Rozgrywki  | Poziomy ligowe | Liga        | Sezon                     |
| ---------- | -------------- | ----------- | ------------------------- |
| Centralne  | I poziom       | Ekstraklasa | Sezon 2017/2018 (1 grupa) |
| Centralne  | II poziom      | I liga      | Sezon 2017/2018 (2 grupy) |
| Regionalne | III poziom     | II liga     | Sezon 2017/2018 (? grupy) |

## Drużyny, trenerzy, kapitanowie
| Drużyna                       | Trener           | Kapitan             | Poprzedni sezon | Najlepszy wynik                                                     |
| ----------------------------- | ---------------- | ------------------- | --------------- | ------------------------------------------------------------------- |
| Rekord Bielsko-Biała          | Andrzej Szłapa   | Jan Janovský        | Mistrzostwo     | Mistrzostwo (2013/2014, 2016/2017)                                  |
| Gatta Zduńska Wola            | Wojciech Sopur   | Igor Sobalczyk      | 2. miejsce      | Mistrzostwo (2015/2016)                                             |
| FC Toruń                      | Łukasz Żebrowski | Marcin Mikołajewicz | 3. miejsce      | 3. miejsce (2016/2017)                                              |
| Clearex Chorzów               | Mirosław Miozga  | Szymon Łuszczek     | 4. miejsce      | Mistrzostwo (1999/2000, 2000/2001, 2001/2002, 2005/2006, 2006/2007) |
| Piast Gliwice                 | Klaudiusz Hirsch | Michał Widuch       | 6. miejsce      | 5. miejsce (2016/2017)                                              |
| Red Dragons Pniewy            | Łukasz Frajtag   | Piotr Błaszyk       | 7. miejsce      | 4. miejsce (2014/2015)                                              |
| Pogoń 04 Szczecin             | Roman Smirnow    | Mateusz Jakubiak    | 5. miejsce      | 2. miejsce (2013/2014, 2015/2016)                                   |
| AZS UŚ Katowice               | Paweł Machura    | Jędrzej Jasiński    | 9. miejsce      | 8. miejsce (2014/2015)                                              |
| MOKS Słoneczny Stok Białystok | Adrian Citko     | Mateusz Lisowski    | awans           | debiut                                                              |
| AZS Uniwersytet Gdański       | Wojciech Pawicki | Tomasz Poźniak      | 10. miejsce     | 7. miejsce (2013/2014)                                              |
| MKF Solne Miasto Wieliczka    | Andrea Bucciol   |                     | 11. miejsce     | 11. miejsce (2016/2017)                                             |
| LEX Kancelaria Słomniki       | Miłosz Kocot     | Marcin Czech        | awans           | debiut                                                              |

## Rozgrywki

### Tabela (runda zasadnicza)
| Lp. | Drużyna                       | M  | Z  | R | P  | Bramki | Bramki | Różn. | Pkt. | Uwagi             |
| --- | ----------------------------- | -- | -- | - | -- | ------ | ------ | ----- | ---- | ----------------- |
| 1   | Rekord Bielsko-Biała          | 22 | 22 | 0 | 0  | 155    | 43     | +112  | 66   | Grupa mistrzowska |
| 2   | Gatta Zduńska Wola            | 22 | 15 | 2 | 5  | 100    | 62     | +38   | 47   | Grupa mistrzowska |
| 3   | FC Toruń                      | 22 | 15 | 1 | 6  | 83     | 55     | +28   | 46   | Grupa mistrzowska |
| 4   | Clearex Chorzów               | 22 | 13 | 3 | 6  | 81     | 63     | +18   | 42   | Grupa mistrzowska |
| 5   | Piast Gliwice                 | 22 | 11 | 3 | 8  | 71     | 54     | +17   | 36   | Grupa mistrzowska |
| 6   | Red Dragons Pniewy            | 22 | 11 | 1 | 10 | 73     | 67     | +6    | 34   | Grupa mistrzowska |
| 7   | MOKS Słoneczny Stok Białystok | 22 | 7  | 4 | 11 | 76     | 89     | -13   | 25   | Grupa spadkowa    |
| 8   | Pogoń 04 Szczecin             | 22 | 6  | 2 | 14 | 57     | 105    | -48   | 20   | Grupa spadkowa    |
| 9   | AZS UG Gdańsk                 | 22 | 6  | 2 | 14 | 73     | 99     | -26   | 20   | Grupa spadkowa    |
| 10  | AZS UŚ Katowice               | 22 | 5  | 4 | 13 | 56     | 80     | -24   | 19   | Grupa spadkowa    |
| 11  | MKF Solne Miasto Wieliczka    | 22 | 3  | 2 | 17 | 43     | 96     | -53   | 11   | Grupa spadkowa    |
| 12  | LEX Kancelaria Słomniki       | 22 | 6  | 0 | 16 | 35     | 90     | -55   | 18   | Grupa spadkowa    |

Źródło:

### Tabela (runda finałowa)
| Lp.     | Drużyna                       | M  | Z  | R | P  | Bramki | Bramki | Różn. | Pkt. | Uwagi                  |
| ------- | ----------------------------- | -- | -- | - | -- | ------ | ------ | ----- | ---- | ---------------------- |
| Grupa A |                               |    |    |   |    |        |        |       |      |                        |
| złoto   | Rekord Bielsko-Biała          | 27 | 25 | 1 | 1  | 179    | 55     | +124  | 43   | LM - elim.             |
| srebro  | Gatta Zduńska Wola            | 27 | 18 | 2 | 7  | 112    | 73     | +39   | 33   |                        |
| brąz    | FC Toruń                      | 27 | 18 | 2 | 7  | 96     | 64     | +32   | 31   |                        |
| 4       | Clearex Chorzów               | 27 | 16 | 4 | 7  | 94     | 74     | +20   | 31   |                        |
| 5       | Piast Gliwice                 | 27 | 13 | 3 | 11 | 84     | 72     | +12   | 24   |                        |
| 6       | Red Dragons Pniewy            | 27 | 11 | 1 | 15 | 84     | 92     | -12   | 17   |                        |
| Grupa B |                               |    |    |   |    |        |        |       |      |                        |
| 7       | Pogoń 04 Szczecin             | 27 | 10 | 2 | 15 | 72     | 115    | -43   | 19   |                        |
| 8       | AZS UŚ Katowice               | 27 | 8  | 6 | 13 | 77     | 91     | -13   | 18   |                        |
| 9       | MOKS Słoneczny Stok Białystok | 27 | 9  | 5 | 13 | 96     | 101    | -5    | 17   |                        |
| 10      | AZS UG Gdańsk                 | 27 | 8  | 3 | 16 | 93     | 116    | -23   | 14   | Baraż                  |
| 11      | MKF Solne Miasto Wieliczka    | 27 | 4  | 2 | 20 | 59     | 113    | -54   | 9    | Spadek Wyc. po sezonie |
| 12      | LEX Kancelaria Słomniki       | 27 | 6  | 0 | 21 | 35     | 125    | -90   | 9    | Spadek Wyc. po sezonie |

Źródło:

## Baraże o ekstraklasę
- Półfinał (zespoły z 2 miejsca w II lidze)
  - 13 maja 2018, Gwiazda Ruda Śląska	- Constract Lubawa 3:2
  - 19 maja 2018, Constract Lubawa - Gwiazda Ruda Śląska	3:5
- Finał
  - 30 maja 2018, Gwiazda Ruda Śląska - AZS UG Gdańsk 3:2
  - 2 czerwca 2018, AZS UG Gdańsk - Gwiazda Ruda Śląska 7:2

Źródło

## Sędziowie
| Sędzia              | Okręg             |
| ------------------- | ----------------- |
| Dominik Cipiński    | Łódzki ZPN        |
| Damian Grabowski    | Dolnośląski ZPN   |
| Kamil Grzębowki     | Pomorski ZPN      |
| Grzegorz Hamowski   | Małopolski ZPN    |
| Damian Jaruchiewicz | Śląski ZPN        |
| Mariusz Krupa       | Małopolski ZPN    |
| Marcin Muszyński    | Łódzki ZPN        |
| Katarzyna Netkowska | Śląski ZPN        |
| Robert Podlecki     | Lubelski ZPN      |
| Sławomir Steczko    | Małopolski ZPN    |
| Andrzej Śliwa       | Świętokrzyski ZPN |
| Grzegorz Wiercioch  | Śląski ZPN        |
| Andrzej Witkowski   | Pomorski ZPN      |

Źródło: